# Thiago Helguera
Thiago Emanuel Helguera Merello (Paysandú, 26 de marzo de 2006) es un futbolista uruguayo. Juega de pivote o mediocentro y su equipo actual es el Club Deportivo Mirandés de la Segunda División de España, cedido desde Sporting Clube de Braga.

## Trayectoria
Realizó el baby fútbol en Sportivo Independencia, club su ciudad natal Paysandú. En 2019, tras destacarse en el campeonato local, fue citado para defender la selección Sub-13 de la Liga Sanducera de Baby Fútbol y jugar el Campeonato Nacional de la Organización Nacional de Fútbol Infantil, torneo en que llegaron a las finales pero no lograron coronarse.
En el año 2020 fue fichado por el Club Nacional de Football, equipo profesional de Montevideo, y se integró a las divisiones juveniles del club. Su primer año lo jugó en la categoría Sub-14 y fueron campeones del Torneo Apertura de 2020, pero debido al COVID-19 no pudieron finalizar el campeonato uruguayo. Con la Sub-15 fueron campeones del Torneo Especial 2021. En 2022 jugó con la Sub-16 tricolor, ganaron el Torneo Apertura, el Campeonato y el Torneo Integración AUF-OFI de la categoría.
Fue ascendido al primer equipo por el entrenador Ricardo Zielinski y comenzó la pretemporada de enero 2023. El 12 de enero firmó su primer contrato como profesional, junto a otros juveniles.
Thiago debutó como profesional el 14 de enero de 2023 con 16 años, fue en un partido amistoso contra Colón de Santa Fe en el Estadio Gran Parque Central, ingresó al minuto 83 por Fabián Noguera y empataron 2-2, pero por penales fueron vencidos 4-5. Posteriormente no tuvo más oportunidades en el primer equipo.
Tras regresar del Sudamericano sub-17 que se disputó en Ecuador el nuevo entrenador de Nacional, Álvaro Gutiérrez, decidió subirlo al plantel de Primera para entrenar con los profesionales.
En la fecha 13 del Torneo Apertura, el entrenador decidió darle rodaje, ingresó al minuto 68 por Diego Zabala para jugar contra La Luz ante unos de 23.000 espectadores en el Gran Parque Central y ganaron 3-0, debutó oficialmente el 29 de abril de 2023, con 17 años y el dorsal número 4.
Debido a contraer varicela se perdió las fechas finales del Torneo Apertura, certamen en el que finalizaron en segunda posición.
Volvió a tener actividad en la fecha 3 del Torneo Intermedio 2023, jugó todo el segundo tiempo contra Liverpool pero perdieron 3-0. En la fecha siguiente fue titular por primera vez, se midió ante Plaza Colonia en el Gran Parque Central, estuvo los 90 minutos en cancha y ganaron 4-1.
Luego de su cuarto partido en Primera División, debido al buen nivel que mostró y proyección, el club decidió extender su contrato hasta 2026.
El 2 de agosto tuvo su debut internacional a nivel de clubes, en el partido de ida de octavos de final de Copa Libertadores ante Boca Juniors, ingresó en el primer tiempo tras una lesión de Diego Rodríguez y empataron sin goles de locales. En la vuelta no tuvo minutos, tras empatar 2-2 fueron a penales y perdieron 6-4.
En su primera temporada como profesional disputó 13 partidos con Nacional, culminaron el Campeonato Uruguayo 2023 en tercera posición y clasificaron a la Copa Libertadores del próximo año.
Los tricolores recibieron una oferta por el 100% de la ficha de Thiago, desde el Grupo City, a cambio de 5 millones de dólares, pero fue rechazada.
Antes de finalizar el año, solicitó bajar a la categoría sub-17 para jugar la final por el Campeonato Uruguayo, fue titular contra Danubio y ganaron 4-2. Por cuarto año consecutivo la generación 2006 se coronó campeona de la temporada.
A mitad de 2024 fue fichado por Sporting Clube de Braga a cambio de 3 750 000 euros, más bonos.
Tras su primera temporada en Europa, el 13 de agosto de 2025 fue anunciada su cesión al Mirandés para tener rodaje con profesionales.

## Selección nacional
Thiago ha sido internacional con la selección de Uruguay en las categorías juveniles sub-15, sub-17 y sub-20.
En octubre de 2020 fue convocado por primera vez para entrenar con la selección de Uruguay por Alejandro Garay, en la categoría sub-15, junto a otros 5 compañeros de Nacional.
Debido a la Pandemia de COVID-19 no pudieron tener tanto rodaje internacional, por lo que se enfrentaron a la sub-16 de equipos locales, como Danubio, Juventud, River Plate, Wanderers, Peñarol, Torque, Atenas, Cerrito, y también contra la sub-18 de Nacional de Florida.
En agosto la Confederación Sudamericana de Fútbol suspendió las competiciones juveniles oficiales del 2021, por lo tanto el Sudamericano Sub-15 se canceló pero de igual forma la selección de Uruguay continuó entrenando.
El 7 de diciembre de 2021 Thiago debutó con la Celeste, fue titular contra la selección Gaúcha, combinado al que derrotaron 3-1.
En febrero de 2022 fue citado por Diego Demarco para comenzar el proceso de la selección sub-17. El 16 de marzo debutó en la categoría, fue titular contra Argentina en el Complejo AFA pero perdieron por 3 a 2.
A lo largo del año, jugó varios partidos internacionales, viajó a países como Paraguay, Japón y Argentina para disputar amistosos. En octubre fueron campeones de un cuadrangular amistoso que se jugó en el estadio Tristán Suárez, que los enfrentó a las selecciones de Ecuador, Perú y el local Argentina.
El 8 de marzo de 2023 se dio a conocer la lista definitiva del plantel que disputaría el Campeonato Sudamericano Sub-17 y Helguera fue confirmado.
Debutó en el Sudamericano el 30 de marzo, fue titular contra Colombia, combinado con el que empataron sin goles. Uruguay quedó eliminado en la fase de grupos tras 1 victoria, 1 empate y 2 derrotas, Thiago fue titular en los 4 encuentros.
El 17 de mayo de 2023 fue citado por el nuevo entrenador de la selección absoluta de Uruguay, Marcelo Bielsa, para ser parte de un combinado juvenil y hacer de sparring a la selección mayor.
Se le volvió a convocar el 4 de diciembre, esta vez para entrenar de cara al Torneo Preolímpico Sudamericano Sub-23 de 2024, en un grupo de jugadores con edad para ser parte de la sub-20 en 2025. No quedó en la lista definitiva.
Durante 2024 fue parte del proceso de la selección sub-20. Debutó en la categoría el 3 de septiembre, ingresó en el transcurso del partido en un amistoso contra Colombia pero fueron derrotados 0-1.
El 7 de enero de 2025 fue confirmado en el plantel para jugar el Campeonato Sudamericano Sub-20, por el entrenador Fabián Coito. Jugó 7 partidos y colaboró con 2 asistencias pero no lograron clasificar a la Copa Mundial Sub-20 luego de 20 años.

## Estadísticas

### Clubes
Actualizado al último partido citado el 4 de mayo de 2025.
| Club                        | Div.          | Temporada     | Liga  | Liga  | Liga   | Copas nacionales | Copas nacionales | Copas nacionales | Copas internacionales | Copas internacionales | Copas internacionales | Total | Total | Total  |
| Club                        | Div.          | Temporada     | Part. | Goles | Asist. | Part.            | Goles            | Asist.           | Part.                 | Goles                 | Asist.                | Part. | Goles | Asist. |
| --------------------------- | ------------- | ------------- | ----- | ----- | ------ | ---------------- | ---------------- | ---------------- | --------------------- | --------------------- | --------------------- | ----- | ----- | ------ |
| C. Nacional de F. · Uruguay | 1.ª           | 2023          | 12    | 0     | 0      | 0                | 0                | 0                | 1                     | 0                     | 0                     | 13    | 0     | 0      |
| C. Nacional de F. · Uruguay | 1.ª           | 2024          | 4     | 0     | 0      | -                | -                | -                | 3                     | 0                     | 0                     | 7     | 0     | 0      |
| C. Nacional de F. · Uruguay | Total club    | Total club    | 16    | 0     | 0      | 0                | 0                | 0                | 4                     | 0                     | 0                     | 20    | 0     | 0      |
| S. C. Braga Portugal        | 1.ª           | 2024-25       | 1     | 0     | 0      | -                | -                | -                | 1                     | 0                     | 0                     | 2     | 0     | 0      |
| S. C. Braga Portugal        | Total club    | Total club    | 1     | 0     | 0      | 0                | 0                | 0                | 1                     | 0                     | 0                     | 2     | 0     | 0      |
| S. C. Braga "B" Portugal    | 3.ª           | 2024-25       | 13    | 0     | 1      | —                | —                | —                | —                     | —                     | —                     | 13    | 0     | 1      |
| S. C. Braga "B" Portugal    | Total club    | Total club    | 13    | 0     | 1      | 0                | 0                | 0                | 0                     | 0                     | 0                     | 13    | 0     | 1      |
| C. D. Mirandés · España     | 2.ª           | 2025-26       | 0     | 0     | 0      | -                | -                | -                | —                     | —                     | —                     | 0     | 0     | 0      |
| C. D. Mirandés · España     | Total club    | Total club    | 0     | 0     | 0      | 0                | 0                | 0                | 0                     | 0                     | 0                     | 0     | 0     | 0      |
| Total carrera               | Total carrera | Total carrera | 30    | 0     | 1      | 0                | 0                | 0                | 5                     | 0                     | 0                     | 35    | 0     | 1      |
| 1. 2.                       |               |               |       |       |        |                  |                  |                  |                       |                       |                       |       |       |        |

### Selección
Actualizado al último partido citado el 16 de febrero de 2025.
| Selección         | Temporada         | Continental | Continental | Continental | Mundial      | Mundial      | Mundial      | Amistosos | Amistosos | Amistosos | Total | Total | Total  |
| Selección         | Temporada         | Part.       | Goles       | Asist.      | Part.        | Goles        | Asist.       | Part.     | Goles     | Asist.    | Part. | Goles | Asist. |
| ----------------- | ----------------- | ----------- | ----------- | ----------- | ------------ | ------------ | ------------ | --------- | --------- | --------- | ----- | ----- | ------ |
| Sub-15 · Uruguay  | 2021              | -           | -           | -           | —            | —            | —            | 1         | 0         | 0         | 1     | 0     | 0      |
| Sub-15 · Uruguay  | Total sel.        | 0           | 0           | 0           | 0            | 0            | 0            | 1         | 0         | 0         | 1     | 0     | 0      |
| Sub-17 · Uruguay  | 2022              | —           | —           | —           | —            | —            | —            | 18        | 0         | 0         | 18    | 0     | 0      |
| Sub-17 · Uruguay  | 2023              | 4           | 0           | 0           | No clasificó | No clasificó | No clasificó | 6         | 0         | 0         | 10    | 0     | 0      |
| Sub-17 · Uruguay  | Total sel.        | 4           | 0           | 0           | 0            | 0            | 0            | 24        | 0         | 0         | 28    | 0     | 0      |
| Sub-20 · Uruguay  | 2024              | —           | —           | —           | —            | —            | —            | 2         | 0         | 0         | 2     | 0     | 0      |
| Sub-20 · Uruguay  | 2025              | 7           | 0           | 2           | No clasificó | No clasificó | No clasificó | 3         | 0         | 0         | 10    | 0     | 2      |
| Sub-20 · Uruguay  | Total sel.        | 7           | 0           | 2           | 0            | 0            | 0            | 5         | 0         | 0         | 12    | 0     | 2      |
| Total selecciones | Total selecciones | 11          | 0           | 2           | 0            | 0            | 0            | 30        | 0         | 0         | 41    | 0     | 2      |
| 1.                |                   |             |             |             |              |              |              |           |           |           |       |       |        |

## Palmarés

### Distinciones individuales
| Distinción                                 | Año  |
| ------------------------------------------ | ---- |
| Premios AUF - Equipo ideal del mes (julio) | 2023 |